# Véronique Lefrancq
Véronique Lefrancq (Schaarbeek, 30 november 1972) is een Belgische onafhankelijke politica; tot 2022 was ze actief voor Les Engagés (voorheen cdH).

## Levensloop
Lefrancq is de dochter van een Belgische vader en een Marokkaanse moeder. Ze bracht haar eerste levensjaren door in België, Frankrijk en Marokko en behaalde een voorbereidend diploma in financiën en boekhouden. Beroepshalve werd ze bediende op een kantoor in Brussel. Ook werd ze in 2015 gedelegeerd bestuurder van een bedrijf in financiële en sociale dienstverlening en in 2017 zaakvoerder van een verzekeringskantoor.
Véronique Lefrancq werd actief in de Europees-Marokkaanse vereniging Cercle européen de la Communauté marocaine et des Amis du Maroc. Op politiek vlak werd ze actief binnen het cdH. Binnen deze partij werd ze adviseur voor interculturele zaken. Van 2006 tot 2008 was ze medewerker van cdH-voorzitter Joëlle Milquet, in haar hoedanigheid als schepen van Brussel. Toen Milquet van 2008 tot 2014 federaal minister en van 2014 tot 2016 minister in de Franse Gemeenschapsregering was, trad Lefrancq in functie op haar kabinet als haar raadgever. 
Op lokaal politiek niveau werd Lefrancq in oktober 2006 verkozen tot gemeenteraadslid van Koekelberg, waar ze in december 2012 schepen van Financiën, Openbare Netheid en Leefmilieu werd. Na de gemeenteraadsverkiezingen van oktober 2018 werd  ze in de legislatuur 2018-2024 schepen van Franstalig Onderwijs, Kinderopvang, Gelijke Kansen en Openbare Netheid. 
Voor het cdH werd Lefrancq bij de verkiezingen van mei 2019 verkozen in het Brussels Hoofdstedelijk Parlement. In maart 2022 veranderde het cdH van naam en vanaf dan heette de partij Les Engagés. Lefrancq kon zich niet vinden in de naamsverandering en de bijbehorende nieuwe koers van de partij, waarbij afstand werd gedaan van het humanisme als centrale ideologie. Zij zag die humanistische grondslag als basis van haar politiek engagement en herkende zich daarom niet meer in de partij. Ze bleef vervolgens tot aan het einde van de legislatuur in juni 2024 als onafhankelijke in het Brussels Parlement zetelen en was bij de Brussels gewestverkiezingen die maand geen kandidaat.
Bij de gemeenteraadsverkiezingen van oktober 2024 besloot ze als onafhankelijke op te komen voor de socialistische Lijst van de Burgemeester van Ahmed Laaouej. Deze behaalde de absolute meerderheid en in het daarop samengestelde schepencollege onder leiding van Olivia P'tito werd Lefrancq in december 2024 schepen van Openbare Netheid, Franstalig Onderwijs, Kinderopvang, Gelijke Kansen en Senioren.